# Dolichohedya
Dolichohedya là một chi bướm đêm thuộc phân họ Olethreutinae, họ Tortricidae Tortricidae.

## Các loài
- Dolichohedya tripila Diakonoff, 1970